# Nuno Alvites
Nuno Alvites, död 1028, var regerande greve av Portugal mellan 1015 och 1028. 
Han efterträdde sin far 1015, men finns dokumenterad först 1017. 